# Фут, Хью
Хью Макинтош Фут, барон Карадон (англ. Hugh Mackintosh Foot, Baron Caradon; 8 октября 1907 — 5 мая 1990) — британский политик и дипломат. Пожизненный пэр c 1964 года.
Брат Майкла Фута.
Обучался в кэмбриджском колледже Святого Джона.
В 1951—1957 годах — генерал-губернатор Ямайки.
В 1957—1960 годах — губернатор Кипра.
В 1964—1970 годах постоянный представитель Великобритании при ООН. Одновременно в 1964—1968 годах государственный министр иностранных дел Великобритании, в 1968—1970 годах государственный министр по иностранным и Содружества Наций делам.